# Lluís Galera Isern
Lluís Galera Isern (el Masnou, Maresme, 12 de juliol de 1912 - 1999) fou un historiador i arqueòleg autodidacta català, fundador i primer director del Museu Municipal de Nàutica del Masnou.
Fill de Ramon Galera i Planas, empresari de Barcelona, i de Dolors Isern i Isern, de cal Titit, i membre d'una familia nombrosa, ja que eren nou germans. D'ofici representant comercial, es dedicà a l'arqueologia i la història. Va dirigir les excavacions arqueòlogiques que es van dur a terme al Masnou, Teià i Alella durant el Franquisme. A partir de l'any 1958 va codirigir les excavacions a la vila de Cal Ros de les Cabres amb Josep de Calassanç Serra i Ràfols. L'any 1966 va descobrir el jaciment del Veral de Vallmora, a Teià, que actualment forma part del Parc Arqueològic Cella Vinaria de Teià. També va participar en les excavacions per la construcció de l'autopista Barcelona-Mataró.
Va escriure diversos articles de divulgació històrica i sobre les seves troballes a publicacions com els programes de festa major del Masnou o a la revista Puig Castellar. També va escriure el llibre Notes històriques de la parroquia de Sant Feliu d'Alella (1959), en coautoria amb Salvador Artés i Llovet.